# Teratornithidae
A Teratornithidae (magyarul: „szörnymadarak”) a madarak (Aves) osztályába és az újvilági keselyűalakúak (Cathartiformes) rendjébe tartozó fosszilis család.

## Tudnivalók

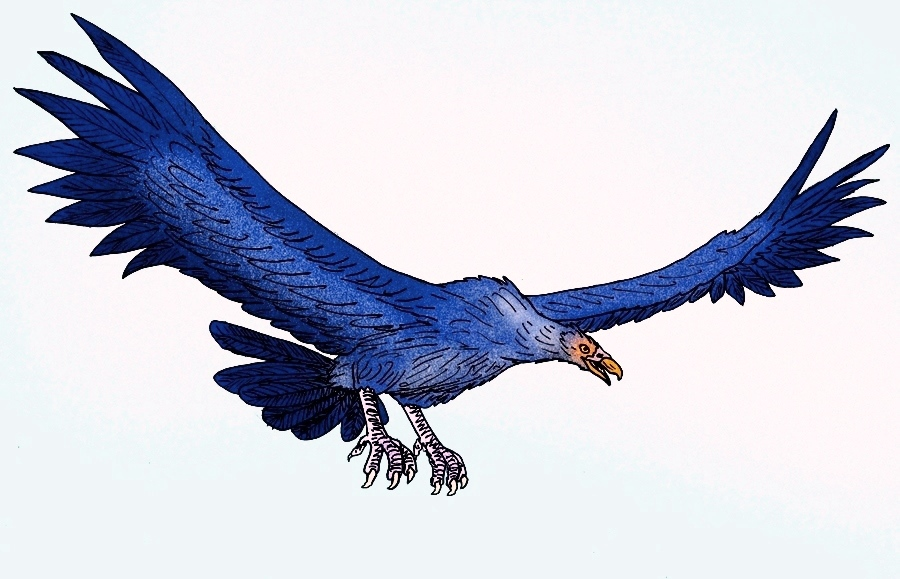
Argentavis magnificens a valaha létezett legnagyobb röpképes madár

Ez a kihalt madárcsalád Észak-, Közép- és Dél-Amerika területein élt, a miocén és a pleisztocén korok között. E családból kerültek elő a valaha létező, röpképes madarak; ezekből a legnagyobb a 7 méteres szárnyfesztávolságú Argentavis magnificens volt. Manapság a Teratornithidae családot a recens újvilági keselyűfélékkel (Cathartidae) együtt, az újonnan létrehozott újvilági keselyűalakúak (Cathartiformes) rendjébe sorolják. Ez a rend pedig rokonságban áll a vágómadár-alakúak (Accipitriformes) népes rendjével. A fosszilis család fajai és a mai rokonok, megjelenésben és viselkedésben igen hasonlítanak az óvilági keselyűformákkra (Aegypiinae), bár minden hasonlóság a két madárcsoport között a konvergens evolúció műve.
Mivel csak kevés maradvány került elő belőlük, csak feltételezhetjük, hogy ezek az óriás madarak hogyan szálltak fel, illetve repültek. A csőrökből és lábakból ítélve, a Teratornithidae-fajok nem voltak annyira dögevők, mint a mai rokonaik; aktívan vadászhattak is. Bár az Argentavis magnificens elég nagy volt ahhoz, hogy elriassza a ragadozó emlősöket a zsákmányaik mellől. Szintén ez a madár egészben lenyelhetett, egy nyúlméretű állatot is.
Mint a mai ragadozó madárcsoportok esetében, a Teratornithidae fészekalja is egy-két tojásból állhatott. A fióka több mint fél évig ülhetett a fészekben. Az ivarérettséget, legalábbis az A. magnificens, körülbelül 12 évesen érhette el.

## Rendszerezés
A családba az alábbi 5-6 madárnem tartozik:
- †Aiolornis Campbell, Scott & Springer, 1999 - kora pliocén - késő pleisztocén; Észak-Amerika[5]
- †Argentavis Campbell & Tonni, 1980 - miocén; Dél-Amerika[6]
- †Cathartornis L. H. Miller, 1910 - miocén? - pleisztocén?[7]
- †Teratornis L. H. Miller, 1909 - kora - késő pleisztocén - holocén; Észak-Amerika; a család névadó típusneme[7][8]
- †Taubatornis Brazília
- ?†Oscaravis Suarez & Olson, 2009 - pleisztocén; Kuba; egyes kutatók szerint nem ebbe a családba tartozik[6]

Egyes kriptozoológus, mint például Ken Gerhard és Mark A. Hall, úgy vélik, hogy a Texas és Illinois államokban látott „mennydörgésmadarak” (thunderbirds) valamelyik Teratornithidae-fajhoz tartoznak.

## Fordítás
- Ez a szócikk részben vagy egészben  a   Teratornithidae című angol Wikipédia-szócikk ezen változatának fordításán alapul.  Az eredeti cikk szerkesztőit annak laptörténete sorolja fel. Ez a jelzés csupán a megfogalmazás eredetét és a szerzői jogokat jelzi, nem szolgál a cikkben szereplő információk forrásmegjelöléseként.